# Armand Boisbeleau de La Chapelle
Armand Boisbeleau de La Chapelle est un écrivain protestant français, né à Ozillac (Saintonge) en 1676, mort à La Haye (Hollande) en 1746. 
Lors de la révocation de l’édit de Nantes, sa mère l’emmena en Angleterre, où il suivit la carrière évangélique, puis il devint successivement pasteur en Irlande, à Londres (1711) et à La Haye (1725). 

## Œuvres
Outre des traductions, on lui doit plusieurs ouvrages, dont les principaux sont : 
- Réflexions en forme de lettres au sujet d’un système prétendu nouveau sur le mystère de la Trinité (Amsterdam, 1729, in-8°) ;
- Examen de la manière de prêcher des protestants français et du culte extérieur de leur sainte religion (1730, in-8°);
- Lettres d’un théologien réformé à un gentilhomme luthérien (1736, 2 vol. in-12);
- Mémoires de Pologne, contenant ce qui s’est passé de plus remarquable dans ce royaume, depuis la mort du roi Auguste II (1733), jusqu’en 1737 (Londres, 1739, in-12) ;
- Description de toutes les cérémonies qui se sont observées à Rome depuis la mort de Clément XII jusqu’au couronnement de Benoît XIV (Paris, 1741, in-12);
- De la nécessité du culte public parmi les chrétiens (La Haye, 1746, in-8°).

La Chapelle coopéra à la rédaction de trois journaux : 
- la Bibliothèque anglaise ou Histoire littéraire de la Grande-Bretagne (Amsterdam, 1717-1727, 15 vol. in-8°);
- Bibliothèque raisonnée des ouvrages des savants de l’Europe (Amsterdam, 1728-1753, 52 vol. in-12),
- et la Nouvelle bibliothèque ou Histoire littéraire des principaux écrits qui se publient (La Haye, 1738 et suiv., 59 vol. in-12).